# ダイハツ・ブーンルミナス
ブーン ルミナス（BOON Luminas）は、ダイハツ工業が日本において製造・販売していた小型MPV（ピープル・ムーバー/ミニバン）。
トヨタ自動車との共同開発車であり、トヨタの車両企画力を結集した上でダイハツが開発と生産を担当。トヨタのパッソセッテ（以下「セッテ」）は当車のOEMである（型式は両車共通）。ちなみに、当車の発売により、2004年に発売終了となったアトレー7以来、4年ぶりにダイハツにMPVのラインナップが復活した。

## 概要
軽自動車（ミラ系）派生のブーン/パッソをベースとして、大人7人が乗れる5ナンバーサイズのMPVとして開発された。メインターゲットを女性とし、運転のしやすさを追求したのが特徴。
生産工場はOEMのセッテも含め京都工場。ダイハツ本体で販売される車種では製造終了時点で唯一の京都工場生産車種であった。
また、プロドゥア（ダイハツ工業とマレーシア資本との合弁会社）でもブーンルミナスをベースに開発されたアルザが生産されている。なお、当初よりマレーシアでの生産を考慮した設計とされていた。
スペース効率を大幅に向上し、大人7人がゆったりと座れるようにするため、ブーン比で全長は580mm、全幅は20mm、全高は85mmそれぞれ拡大され、ホイールベースもブーンの2,440mmから2,750mmへと延長された。
女性がメインターゲットとされるも、老若男女を問わず誰もが扱いやすいように各部の操作や収納場所にはさまざまな工夫が凝らされていた。シートアレンジに関しては扱いやすさにこだわり、セカンドシートとサードシートのフルフラット化が可能に出来ることをはじめとして、乗車人数と荷物の量にあわせた組み合わせを可能としていた。
エンジンは、大幅な重量増に対応すべく、ブーンに搭載されている1KR-FE型直列3気筒DOHC12バルブ989 cc自然吸気エンジン&K3-VE型直列4気筒DOHC16バルブ1,297 cc自然吸気エンジンではなく、クーやビーゴ・グランマックス（日本仕様はトヨタ・タウンエース/ライトエース）などと同じ3SZ-VE型直列4気筒DOHC16バルブ1,500 cc・DVVTエンジンが採用された。トランスミッションは全車インパネシフト式の4速ATであった。
安全面では、EBD&ブレーキアシスト付ABSとデュアルエアバッグのみを標準装備。VSC&TRCやサイド&カーテンシールドエアバッグはメーカーオプション扱いであった。
セッテとの違いは、グレードの簡素化（標準系2グレード、エアロ系1グレード）、全車にミュージックサーバー付きCDステレオが標準装備されること、サイド&カーテンシールドエアバッグが全車メーカーオプションとなっている点、などであった。ボディカラー設定はセッテと同一で、センターメーターの意匠はクー/トヨタ・bB/スバル・DEXと共通であった。
OEM車であるセッテ同様、販売上でライバルと目されるホンダ・フリードとの比較では、パラレルハイブリッド機構（一部のみ）、スライドドア、2・3列目席の大きさと居住空間、2列目ダブルフォールディング、3列目跳ね上げの完全収納、全席3点式シートベルトなどで劣勢となるが、ルミナスとセッテではそれらを見切る代わりに、販売価格を153万5000円から（セッテは149万円から）と低めに設定していた。しかし、同車の登場からおよそ6か月後に開始されたエコカー減税に同車は販売終了まで対象外であったことが響き、販売的には大苦戦を強いられた。なお、ディーラーの店数や販売力で勝る（トヨタの）セッテは2011年5月より販売を再開した初代シエンタなどの影響もあり壊滅的に販売が伸び悩み、特にモデル末期以降の最終的な販売台数はルミナスが僅かに上回っている。

## 年表
- 2008年12月25日 - ブーン（パッソ）をベースに7人が搭乗可能なMPVとして発売。月間目標販売台数は500台（セッテは3,000台）。
- 2012年2月24日 - セッテと共に生産終了。以後は在庫のみの対応となる。
- 2012年4月1日 - 販売終了。これと同時に同社の公式ホームページへの掲載も終了となった。

セッテ同様、一部改良、およびマイナーチェンジが全く実施されることがないモデルとなった。ちなみに販売期間は3年3か月であり、同社製の7人乗りのMPVとしては最も短命な車種となり、また、日本市場においての7人乗りのミニバンは本車を最後に完全撤退した。なお、同社から現在販売されている3ナンバーボディのハイブリッドステーションワゴンであるメビウス（トヨタ・プリウスαの5人乗り仕様車のOEM）がルミナスの間接的な後継車種となるが、2021年2月28日を以って販売を終了している。
なおダイハツ工業では排気量1,300cc以上のトヨタ車での通勤が可能で、ダイハツ九州もトヨタ車での通勤が可能である。

## 車名の由来
英語の「Luminous(輝く)」「Roomy(広々とした)」からの造語。乗る人に新たな輝きをもたらすクルマをイメージしたネーミング。